# 相馬一郎
相馬 一郎（そうま いちろう、1848年7月23日（嘉永元年6月23日）- 1929年（昭和4年）11月22日）は、明治期の政治家。衆議院議員、新潟県北蒲原郡五十公野村長。

## 経歴
越後国蒲原郡新発田（新潟県北蒲原郡新発田町を経て現新発田市）で、相馬善右衛門、よし の長男として生まれる。農業を営む。
用掛小区長、副大区長、学務委員、五十公野村長、北蒲原郡会議員、同議長、新潟県会議員、同副議長などを務めた。憲政本党に所属していたが、1901年（明治34年）の増税案に対して党議と意見が不一致のため離党し、同志と共に新潟進歩党を組織した。
1902年（明治35年）8月、第7回衆議院議員総選挙に新潟県郡部から同志倶楽部所属で出馬して初当選。1903年（明治36年）3月の第8回総選挙でも再選され、交友倶楽部に所属して衆議院議員に連続2期在任した。

## 国政選挙歴
- 第2回衆議院議員総選挙（新潟県第2区、1892年2月、国民自由党）落選[6]
- 第7回衆議院議員総選挙（新潟県郡部、1902年8月、同志倶楽部）当選[5]
- 第8回衆議院議員総選挙（新潟県郡部、1903年3月、無所属）当選[5]